# Masonna
Masonna (japanska: マゾンナ) är ett noisemusikprojekt som startades 1987 i Osaka i Japan av Yamazaki Maso. Han startade samtidigt skivbolaget Coquette där han släppte flertalet musikkassetter. 1989 släpptes hans debutalbum på det Kyotobaserade skivbolaget Vanilla Records.
1991 började han spela live med de hårda shower som har gjort honom världskänd.